# Bahnstrecke Lomé–Blitta
| Auf der Strecke nach Atakpamé |                     |                                      |                                      |
| Spurweite: | 1000 mm (Meterspur) |                                      |                                      |
| Maximale Neigung: | 20 ‰                |                                      |                                      |
| |                     |                                      |                                      |
| \| \| \| Landungsbrücke Lomé \| \| \| \| \| von Aného \| \| \| \| 0,0 \| Lomé \| Lomé \| \| \| 2,7 \| nach Kpalimé \| nach Kpalimé \| \| \| 10,4 \| Agueve \| Agueve \| \| \| 17,2 \| Togblekovhe \| Togblekovhe \| \| \| \| Schio \| \| \| \| 29,2 \| Dawie \| Dawie \| \| \| 34,3 \| Tsewie \| Tsewie \| \| \| \| Kolo \| \| \| \| 47,4 \| Kolokovhe \| Kolokovhe \| \| \| 50,9 \| Lilikovhe \| Lilikovhe \| \| \| \| Lili \| \| \| \| \| Kuni \| \| \| \| 60,5 \| Ganikovhe \| Ganikovhe \| \| \| 70,5 \| Game \| Game \| \| \| \| Haho \| \| \| \| 77,3 \| Amakpavhe \| Amakpavhe \| \| \| 86,1 \| Kpele \| Kpele \| \| \| 96,4 \| Nuatjä \| Nuatjä \| \| \| 100,8 \| Joto \| Joto \| \| \| 110,9 \| Agbatitoe \| Agbatitoe \| \| \| 122,7 \| Chra \| Chra \| \| \| 123,0 \| Chra \| Chra \| \| \| 137,8 \| Glei \| Glei \| \| \| \| Amu \| \| \| \| 147,2 \| Amutschu \| Amutschu \| \| \| 147,6 \| Amutschu \| Amutschu \| \| \| 153,5 \| Dadja \| Dadja \| \| \| 157,6 \| Awete \| Awete \| \| \| 159,5 \| Atolla \| Atolla \| \| \| 163,0 \| Agbonou Feldbahn zur Großfunkstation \| Agbonou Feldbahn zur Großfunkstation \| \| \| \| \| \| \| \| 167,1 \| Atakpame \| Atakpame \| \| \| 2860 \| Blitta \| Blitta \| |                     |                                      |                                      |
| |                     | Landungsbrücke Lomé                  |                                      |
| Abzweig geradeaus und von rechts (Strecke außer Betrieb) |                     | von Aného                            | von Aného                            |
| Kopfbahnhof Strecke bis hier außer Betrieb | 0,0                 | Lomé                                 | Lomé                                 |
| Abzweig geradeaus und nach links | 2,7                 | nach Kpalimé                         | nach Kpalimé                         |
| Bahnhof | 10,4                | Agueve                               | Agueve                               |
| Haltepunkt / Haltestelle | 17,2                | Togblekovhe                          | Togblekovhe                          |
| Brücke über Wasserlauf |                     | Schio                                | Schio                                |
| Haltepunkt / Haltestelle | 29,2                | Dawie                                | Dawie                                |
| Bahnhof | 34,3                | Tsewie                               | Tsewie                               |
| Brücke über Wasserlauf |                     | Kolo                                 | Kolo                                 |
| Bahnhof | 47,4                | Kolokovhe                            | Kolokovhe                            |
| Bahnhof | 50,9                | Lilikovhe                            | Lilikovhe                            |
| Brücke über Wasserlauf |                     | Lili                                 | Lili                                 |
| Brücke über Wasserlauf |                     | Kuni                                 | Kuni                                 |
| Haltepunkt / Haltestelle | 60,5                | Ganikovhe                            | Ganikovhe                            |
| Haltepunkt / Haltestelle | 70,5                | Game                                 | Game                                 |
| Brücke über Wasserlauf |                     | Haho                                 | Haho                                 |
| Bahnhof | 77,3                | Amakpavhe                            | Amakpavhe                            |
| Haltepunkt / Haltestelle | 86,1                | Kpele                                | Kpele                                |
| Bahnhof | 96,4                | Nuatjä                               | Nuatjä                               |
| Brücke über Wasserlauf | 100,8               | Joto                                 | Joto                                 |
| Haltepunkt / Haltestelle | 110,9               | Agbatitoe                            | Agbatitoe                            |
| Brücke über Wasserlauf | 122,7               | Chra                                 | Chra                                 |
| Haltepunkt / Haltestelle | 123,0               | Chra                                 | Chra                                 |
| Bahnhof | 137,8               | Glei                                 | Glei                                 |
| Brücke über Wasserlauf |                     | Amu                                  | Amu                                  |
| Brücke über Wasserlauf | 147,2               | Amutschu                             | Amutschu                             |
| Haltepunkt / Haltestelle | 147,6               | Amutschu                             | Amutschu                             |
| Haltepunkt / Haltestelle | 153,5               | Dadja                                | Dadja                                |
| Haltepunkt / Haltestelle | 157,6               | Awete                                | Awete                                |
| Brücke über Wasserlauf | 159,5               | Atolla                               | Atolla                               |
| Bahnhof | 163,0               | Agbonou Feldbahn zur Großfunkstation | Agbonou Feldbahn zur Großfunkstation |
| Verschwenkung von links · Verschwenkung von rechts |                     |                                      |                                      |
| Strecke · Kopfbahnhof Streckenende | 167,1               | Atakpame                             | Atakpame                             |
| Kopfbahnhof Streckenende | 2860                | Blitta                               | Blitta                               |

Die Bahnstrecke Lomé–Blitta war die dritte Eisenbahnstrecke, die im heutigen Togo errichtet wurde. Sie trug auch die Namen Hinterlandbahn oder Baumwoll-Bahn.

## Geschichte
Die Bahnstrecke wurde während der deutschen Kolonialzeit ab 1908 gebaut, um Anbaugebiete für Baumwolle zu erschließen. Das Gelände, das diese Trasse durchqueren musste, war schwieriger als bei den beiden vorhergehenden Bahnbauten in Togo: Verschiedene Flussläufe waren zu kreuzen, was eine Reihe verlorener Steigungen in der Strecke und Brückenbauten bedingte. Die 167 km lange Bahn wurde 1913 durchgehend bis Atakpamé eröffnet.
Als Ausgangspunkt nutzt die Strecke den Bahnhof Lomé, der ursprünglich für die Bahnstrecke Lomé–Aného eingerichtet worden war. Die Strecke zweigt bei km 2,7 von der Bahnstrecke Lomé–Kpalimé ab. Bau und Betrieb wurden der Deutsche Kolonial-Eisenbahn Bau- und Betriebsgesellschaft (DKEBBG) übertragen, deren Eisenbahnbetrieb in Togo unter „Togo-Eisenbahn“ (TE) firmierte und jährlich 523.000 Reichsmark Pacht an den Fiskus der Kolonie abführen sollte. Die Großfunkstation Kamina, 12 km südöstlich der Stadt, besaß eine eigene Verbindungsbahn in 600 mm Spurweite zum Bahnhof Agbonou. Beabsichtigt war eine Verlängerung der Hinterlandbahn, möglichst bis Bandjeli, um die dortigen Roteisenerzlager zu erschließen, wozu es jedoch aufgrund des Ausbruchs des Ersten Weltkriegs nicht mehr kam.
Während der Periode militärischer Besetzung bis 1922 wurde die Bahn zunächst unter dem Namen Togoland Military Railway (TMR) betrieben, wobei der Bahnbetrieb in den Händen der benachbarten Eisenbahn der Goldküste, der Gold Coast Government Railways lag. Nach dem Ersten Weltkrieg wurde Togo zwischen Großbritannien und Frankreich geteilt, wobei das gesamte Bahnnetz in dem Teil des Landes, der nun von Frankreich als Völkerbunds-Mandat verwaltet wurde, zu liegen kam. Erst dann, 1922, erhielt die Bahn ihren ersten französischsprachigen Namen: Chemins de fer de Togo (CFT).
Die französische Kolonialmacht baute die Eisenbahnstrecke erst in den 1930er Jahren weiter aus. 1934 wurde, in Agbonou an die Bahnstrecke Lomé–Atakpame ansetzend, eine Bahnstrecke nach Blitta, 113 km lang, eröffnet. Der bereits begonnene Weiterbau nach Sokodé wurde wegen Geldmangels wieder eingestellt. Eine in den 1950er Jahren erwogene Verbindung zu Eisenbahnstrecken in Französisch-Westafrika wurde ebenfalls nie verwirklicht.
Die Strecke wurde als Magistrale des Eisenbahnnetzes von Togo auch nach der Unabhängigkeit Togos weiterbetrieben.